# 司馬祥
參數所指定的目標頁面不存在，建議更正成存在頁面或直接建立下列一個頁面（建立前請先搜尋是否有合適的存在頁面可以取代）：
- 宜都王

司马祥（3世纪—311年），西晋宗室，晋武帝之孙，吴敬王司马晏第二子，晋愍帝的二哥。
司马祥初封南平王，永宁元年（301年）八月己巳改封宜都王，拜散骑常侍。永嘉年间，出继淮南忠壮王司马允，袭封淮南王。永嘉五年（311年）六月刘聪破洛阳，没于乱军之中。
| 前任： 初封   | 晋朝南平王 ？－301年 | 繼任： 国除     |
| 前任： 初封   | 晋朝宜都王 301年－？ | 繼任： 国除     |
| 前任： 司馬超 | 晋朝淮南王 ？－311年 | 繼任： 司马叔璠 |